# Embranchement marchandises de Can Tunis
L'embranchement marchandises de Can Tunis est un embranchement ferroviaire de 17,6 kilomètres utilisé par des trains marchandises, qui partent de Castellbisbal pour se rendre à la bifurcation Llobregat et il se termine à Can Tunis. 
L'embranchement dispose d'une double voie, à écartement ibérique pour l'une et à écartement normal pour l'autre. En outre, elle relie les terminaux marchandises de Can Tunis et d'El Morrot dont les marchandises proviennent de la ligne Barcelone - Vilafranca - Tarragone et le corridor ferroviaire du Vallès jusqu'au port de Barcelone.

## Historique

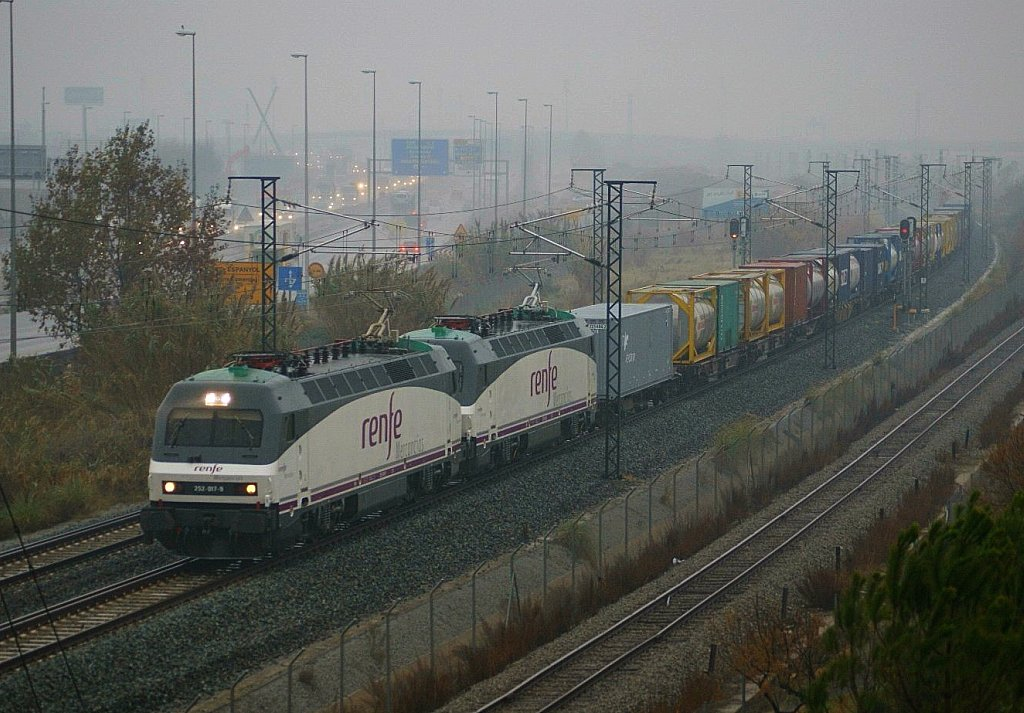
Embranchement marchandises de Can Tunis à Cornellà de Llobregat.

Premier voyage du Teco Barcelyon Express sur la ligne à voie normal jusqu'à la frontière française. La traction était assurée par les locomotives Siemens 252.017 et 252.028 de Renfe Operadora.

## Exploitation

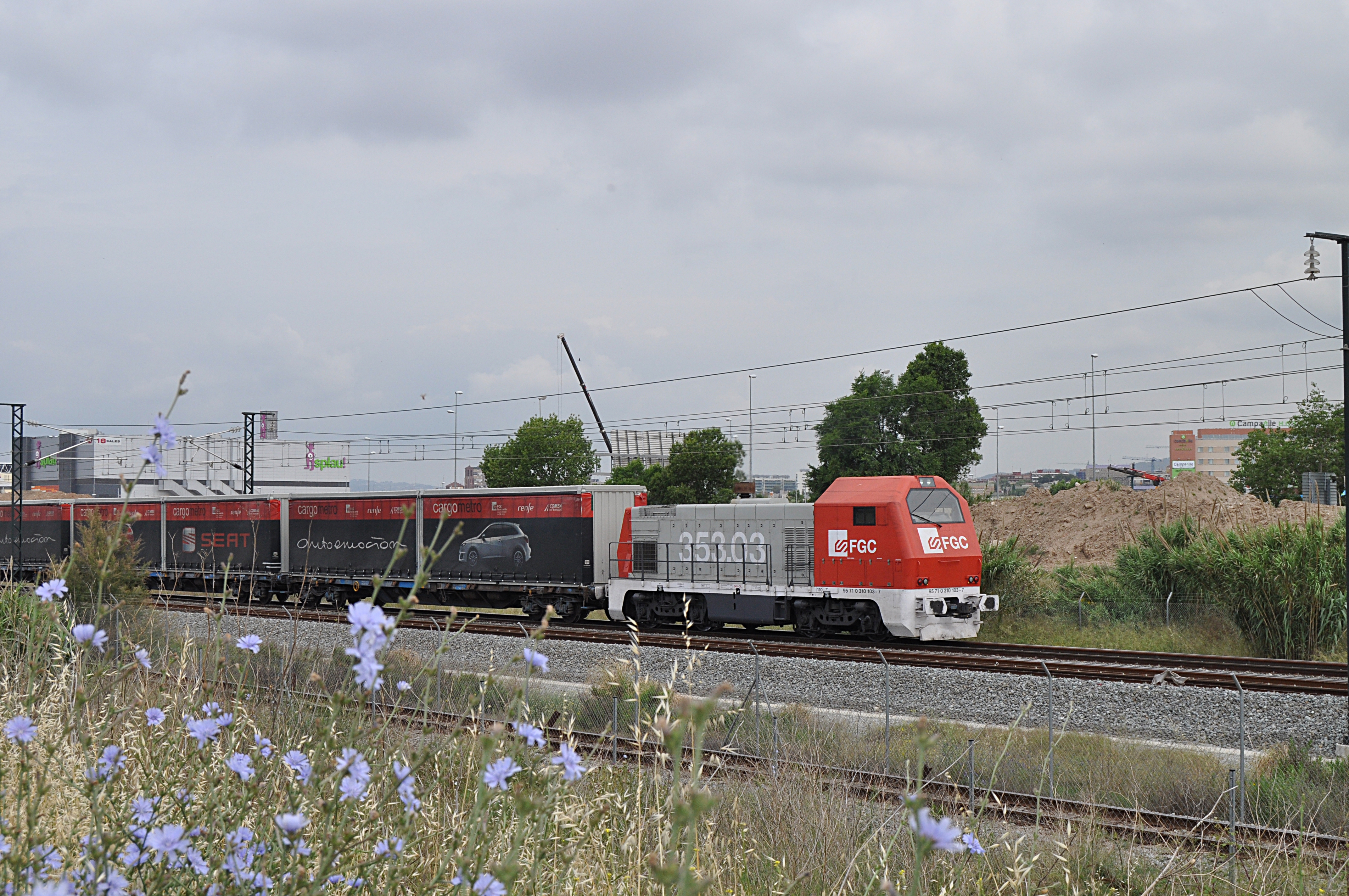
La locomotive diesel 353.03 de FGC (ex-série 310.103 de la RENFE) avec le Cargometro sur l'embranchement marchandises de Can Tunis.